# Интрига
„Интрига“ е третият студиен албум на певицата Преслава. Издаден е от музикална компания „Пайнер“ на 5 декември 2006 г. Включва 12 песни, сред които хитовете „Лъжа е“ и „И когато съмне“.

## Песни
| #  | Песен                  | Музика               | Аранжимент           | Текст            |
| -- | ---------------------- | -------------------- | -------------------- | ---------------- |
| 1  | Лъжа е                 | Велислав Драганински | Велислав Драганински | Лиляна Димова    |
| 2  | По-влюбен от всякога   | Велислав Драганински | Велислав Драганински | Лиляна Димова    |
| 3  | И когато съмне         | Крис Кей             | Светослав Лобошки    | Лиляна Димова    |
| 4  | Заклевам те            | Мартин Биолчев       | Светослав Лобошки    | Лиляна Димова    |
| 5  | Лей—лей                | K. Papadopoulos      | Велислав Драганински | Мариета Ангелова |
| 6  | Предай се на желанието | Мартин Биолчев       | Велислав Драганински | Мариета Ангелова |
| 7  | Интрига                | Велислав Драганински | Велислав Драганински | Лиляна Димова    |
| 8  | За него не питай       | Велислав Драганински | Велислав Драганински | Лиляна Димова    |
| 9  | Уморих се              | Велислав Драганински | Велислав Драганински | Лиляна Димова    |
| 10 | Нищо друго             | Велислав Драганински | Велислав Драганински | Лиляна Димова    |
| 11 | Не и утре              | Христо Ангелов       | Христо Ангелов       | Лиляна Димова    |
| 12 | Още ти пука            | Велислав Драганински | Велислав Драганински | Лиляна Димова    |

## Видеоклипове
| Видеоклип              | Премиера | Албум   | Режисьор                |
| ---------------------- | -------- | ------- | ----------------------- |
| И когато съмне         | 2006     | Интрига | Николай Скерлев         |
| Предай се на желанието | 2006     | Интрига | Людмил Иларионов – Люси |
| Заклевам те            | 2006     | Интрига | Людмил Иларионов – Люси |
| Лъжа е                 | 2006     | Интрига | Николай Скерлев         |
| Нищо друго             | 2007     | Интрига | Людмил Иларионов – Люси |

## ТВ Версии
| Видеоклип        | Албум   | Програма                                                         |
| ---------------- | ------- | ---------------------------------------------------------------- |
| Не и утре        | Интрига | Промоция „Омагьосан свят“, Коледна програма „Коледно настроение“ |
| Уморих се        | Интрига | Промоция „Пак съм сам“, Новогодишна програма „Звездна феерия“    |
| За него не питай | Интрига | Пролетно парти 2007                                              |
| Нищо друго       | Интрига | Пролетно парти 2007, Промоция „Baby“                             |
| Лъжа е           | Интрига | Промоция „Baby“, Промоция „Не съм ангел“                         |
| И когато съмне   | Интрига | Промоция „Не съм ангел“                                          |

## Музикални изяви

### Участия в концерти
- Турне „Планета Прима“ 2006 – изп. „Финални думи“, „Предай се на желанието“, „Лъган си и ти“, „Нямам право“, „Безразлична“, „Дяволско желание“ и „И когато съмне“
- 5 години телевизия „Планета“ – изп. „Заклевам те“, „И когато съмне“ и „Уморих се“
- Награди на телевизия „Планета“ за 2006 г. – изп. „И когато съмне“ и „Лъжа е“
- Турне „Планета Дерби“ 2007 – изп. „И когато съмне“, „Нищо друго“, „Предай се на желанието 2“, „Мъж на хоризонта“, „Уморих се“ и „Лъжа е“